# Unapologetic
Unapologetic è il settimo album in studio della cantante barbadiana Rihanna, pubblicato il 19 novembre 2012 dall'etichetta discografica Def Jam Recordings.
Registrato a cavallo tra giugno e novembre 2012, Unapologetic è stato concepito nel periodo in cui la cantante promuoveva il precedente disco Talk That Talk (2011). Rihanna è la produttrice esecutiva del disco e ha arruolato alcuni collaboratori precedenti, quali The-Dream, David Guetta, Stargate e Chase & Status. Per quanto riguarda le sonorità, l'album esplora i generi pop, EDM e dubstep, molto in auge in Talk That Talk e Rated R (2009), ma contiene anche delle ballate. Rihanna ha duettato nell'album con l'ex fidanzato Chris Brown al brano Nobody's Business.
Il disco è stato apprezzato dal pubblico e dalla critica del settore, che ne hanno elgiato la produzione e le sonorità moderne. Da alcuni è stato disapprovato il suo materiale grezzo e la decisione dell'artista di pubblicare un album a cadenza annuale. Inoltre, Unapologetic è diventato il primo album della cantante a raggiungere la prima posizione nella Billboard 200 vendendo oltre 238 000 copie e il terzo e quinto consecutivo album a debuttare al primo posto rispettivamente nella Official Albums Chart britannica e la Albums Top 100 Music Chart svizzera. L'album è stato riconosciuto con il Grammy Award al miglior album urban contemporary nel 2014.

## Antefatti
Nel marzo 2012 Rihanna ha rivelato che anche se non aveva ancora registrato nessuna canzone nuova, aveva iniziato a lavorare sulle nuove sonorità del suo settimo album. Il 12 settembre 2012 la Def Jam Recordings ha confermato ufficialmente che la settimana seguente Rihanna avrebbe lanciato un nuovo singolo e che il suo nuovo album sarebbe stato pubblicato nel novembre 2012.
Il 20 giugno 2012 Rihanna si è accinta a registrare il suo settimo album di inediti, collaborando con i produttori Nicky Romero e Burns. Rihanna e Burns si sono appartati per tre giorni in una sala di registrazione a Londra all'incirca nello stesso periodo in cui Rihanna si è esibita nella catena di concerti per Radio 1's Hackney Weekend. È stato anche annunciato che Rihanna avesse assoldato Eric Bellinger, Sean Garrett e gli Swedish House Mafia per il suo settimo album di inediti. Il 6 luglio 2012, No I.D., produttore esecutivo della Def Jam, ha rivelato di aver appena cominciato a lavorare con Rihanna al nuovo disco dicendo: "Ci lavorerò la settimana prossima per non più di sette giorni". Il 10 luglio 2012, il cantante e produttore britannico Labrinth ha annunciato alla Capital FM che stesse lavorando con Rihanna al disco dicendo: "speravo da tempo di poter collaborare con lei perciò mi sono rivolto ai suoi manager, credo che adesso lei stia lavorando su qualche materiale in qualche studio di registrazione, il che sembra davvero fantastico. Non è ancora entrata nel mio studio ma spero di darle delle belle sorprese". Il 17 luglio 2012, è stato dato per certo che Rihanna avrebbe collaborato con il cantante Ne-Yo e il membro dei N-Dubz, Fazer. In un'intervista con Capital FM, Ne-Yo ha dichiarato in merito al disco che "mi sono appena messo a fare del materiale per Rihanna, come ben saprete. Lei è la donna più impegnata nel mondo dello showbiz in questo momento. È coinvolta nel processo di mettere su il nuovo disco in questo preciso momento, e io sono entrato in gioco con gli Stargate, David Guetta e qualche altro produttore per questo compito".
Il 13 luglio 2012, Sean Garrett ha comunicato di essere stato in sala di registrazione con il DJ David Guetta per lavorare all'album di Rihanna: "sono stato in studio con David per produrre un po' di materiale per Rihanna di recente. Lui trae spunto delle cose che a me non piacciono, e io sono portato per le cose che a lui non piacciono. Lui vuole essere più urban mentre io voglio essere più internazionale, per cui ci diamo una spinta a vicenda e speriamo di aiutare Rihanna. Lavora sodo ed è bello scrivere per qualcuno che ha una mentalità aperta". Il 21 agosto, Claude Kelly ha confessato di aver scritto alcuni brani per Rihanna mentre la cantante si esibiva a Londra, dicendo: "Rihanna è una superstar mondiale e adesso è in concerto tra stadi e arene, perciò ho voluto scrivere canzoni che riflettessero il suo pubblico.

## Descrizione
Parlando del disco, Rihanna ha dichiarato: «Amo sperimentare e mi piace lavorare con diverse sonorità per poi metterle insieme, così non hanno una sola dimensione». La cantante ha aggiunto: «Al momento siamo impegnati a collezionare e creare la sonorità prima di iniziare a lavorare sulla direzione dei testi o sulle melodie. A tal proposito ho una mezza idea, anche se lì per lì è appena abbozzata. Perciò non vedo l'ora di iniziarla».
Il cantante statunitense Sean Garrett ha commentato l'album definendolo «un eccellente mix di generi musicali». Secondo Jon Caramanica del New York Times, la musica dell'album è «cruda e consunta» con una produzione «incivilizzata e feroce», prendendo per esempio la produzione «gutturale» di David Guetta in Phresh Out the Runway e Right Now. "Sembra che stavolta i produttori abbiano pensato di provare con qualcosa di nuovo", fuori dagli standard dello "schema pop-dance" con cui Rihanna aveva preso la mano, "o perlomeno di reimpostare sonorità ormai di moda in quadretti meno familiari", ha azzardato la giornalista Alexis Petridis. C'è chi vi ha letto un "R&B torvo e ombroso" come Jon Dolan della rivista Rolling Stone. Mentre la prima metà dell'album è caratterizzata da canzoni dance aggressive le quali sonorità variano dalla dubstep alla dance pop con effetti sonori selvaggi e rudimentali, la seconda metà presenta stili disco, reggae e rock.

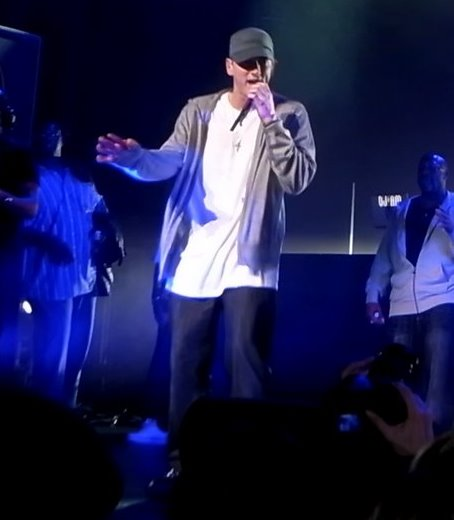
Il rapper statunitense Eminem è stato affiancato a Rihanna nel brano Numb, nella terza collaborazione dei due artisti dopo Love the Way You Lie e il suo seguito.

### Brani
Il brano d'apertura di Unapologetic, Phresh Out the Runway è un "incalzante numero da discoteca" che mostra prestissimo la corda e affianca stile hip hop e EDM. Diamonds, lanciato come primo singolo, è una ballad mid-tempo che poggia su generi di musica elettronica, soul e pop. Numb è un brano da festa che prende spunto dalla musica del Medio Oriente e si snoda lentamente e in cui Rihanna si divide la scena con il rapper Eminem. Jump è un impetuoso brano dance dalle sfumature dubstep che usa un sample di Pony, brano del cantante Ginuwine del 1996. Right Now è "una carta vincente per le discoteche".
What Now è una ballata "vulnerabile" che mette in luce il suo "ritornello duro". Stay è la terza ballad del disco che Rihanna canta con il suono di un pianoforte e di una chitarra. Love Without Tragedy/Mother Mary è un brano in due parti profondamente personale che si apre con un'inclinazione malinconica per poi trasfigurarsi in una confessione aperta e in cui Rihanna alza sempre di più il suo tono di voce.

## Promozione

### Singoli
- Diamonds: il singolo di lancio di Unapologetic, Diamonds, viene mandato alle radio di tutto il mondo il 27 settembre 2012. Il singolo decolla velocemente nelle classifiche di tutto il mondo, raggiungendo la #1 in molti paesi, fra cui gli Stati Uniti, dove ha sostato per tre settimane in vetta alla classifica nazionale. Nei primi giorni di giugno 2013 Diamonds viene certificata triplo platino. Diamonds ha avuto molto successo anche in Italia, Gran Bretagna, Nuova Zelanda e Germania, ma soprattutto in Australia, dove ha ricevuto ben 5 dischi di platino con oltre 350.000 copie. Il video di Diamonds, diretto da Anthony Mendler, viene pubblicato l'8 novembre 2012 e con 2.4 miliardi di visualizzazioni su YouTube è fra i più visti di sempre ed il più cliccato di Rihanna.
- Nobody's Business: il duetto con Chris Brown viene estratto il 7 gennaio 2013 come primo singolo promozionale dell'album. Viene pubblicato solo in Francia, dove raggiunge la posizione nº 36.[52]
- Stay: il duetto con Mikky Ekko viene estratto internazionalmente il 7 gennaio 2013. Si distingue in diverse nazioni, venendo certificato varie volte platino in Australia e Stati Uniti. Nella Billboard Hot 100 arriva fino alla #3, ma vende più di Diamonds, che è stata alla #1 per varie settimane. Il video di Stay viene pubblicato sul canale VEVO di Rihanna l'11 febbraio 2013. Il video viene censurato per presunti contenuti sessuali. Pochi giorni dopo però viene rivisitata la decisione ed il video ritorna ad essere accessibile a tutti. Nonostante questo piccolo inconveniente il video ha superato 1.1 miliardi di visualizzazioni.
- Pour It Up: il giorno dopo l'estrazione di Stay, l'8 gennaio, viene mandata alle radio urban americane Pour It Up. Il singolo, che non ha ricevuto né promozione né video ufficiale, arriva fino alla posizione 19 della Hot 100 e vende quasi 2.000.000 di copie nel territorio statunitense, un risultato eccezionale se viene contata la mancata promozione. Il 20 marzo viene pubblicato un remix con i rapper T.I., Young Jeezy, Rick Ross e Juicy J, al contrario di come detto in precedenza che vedeva anche la collaborazione di 2 Chainz. Il 2 ottobre viene pubblicato dal canale RihannaVEVO il video che raggiunge in solo tre giorni 26 milioni di visualizzazioni. Finora conta più di 500 milioni di visualizzazioni sul suo canale YouTube.
- Loveeeeeee Song: singolo in collaborazione con il rapper Future, pubblicato in aprile per il mercato inglese.
- Right Now: la collaborazione col DJ David Guetta viene pubblicata ufficialmente il 28 maggio in tutto il mondo, non riscontrando tuttavia un buon successo commerciale. Negli ultimi giorni di luglio vengono pubblicati 14 remix, nella speranza di far decollare la traccia, ma il singolo non va oltre la #50 nella Billboard Hot 100, sebbene raggiunga la vetta della Billboard Hot dance/club.
- What Now: il 29 agosto vengono pubblicati 10 remix dance della canzone, in seguito, i primi giorni di settembre viene confermata la scelta di What Now, la pubblicazione è prevista mondialmente il 1º ottobre. Il video viene girato a metà settembre in Thailandia, fra una data e l'altra delle 6 date asiatiche del Diamonds World Tour. What Now viene certificata oro in Australia ancor prima della sua estrazione. Il video conta oltre 250 milioni di visualizzazioni sul canale YouTube della cantante.
- Jump, con influenze dubstep e pop, è entrato in rotazione radiofonica il 29 gennaio 2014 in Australia e Nuova Zelanda.

### Tour

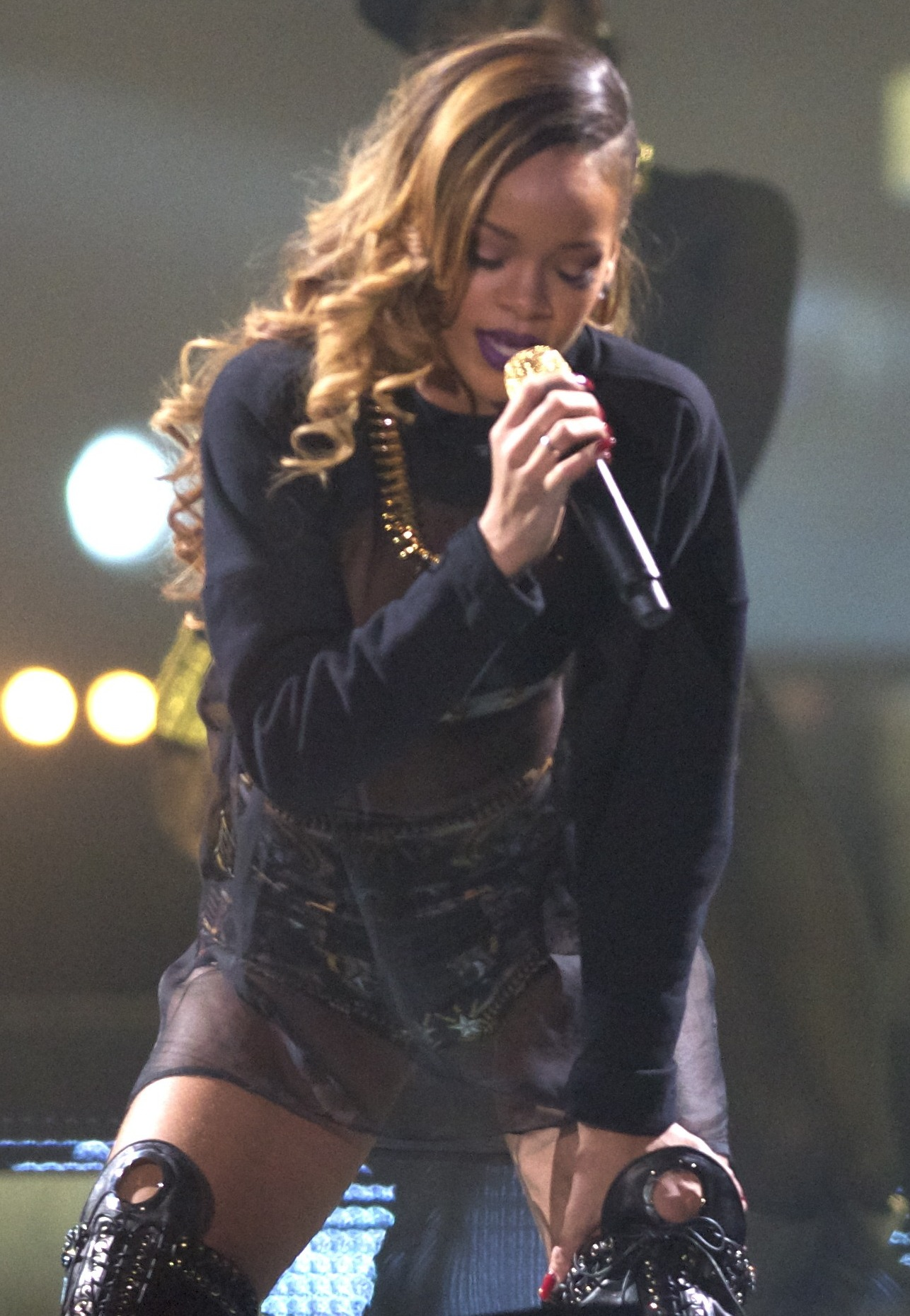
Rihanna in un concerto americano del suo Diamonds World Tour del 2013.

A metà novembre 2012, poco prima della pubblicazione dell'album, Rihanna parte per il 777 Tour (14 - 20 novembre) che consiste in 7 spettacoli in 7 giorni in 7 nazioni diverse (Messico, Canada, Svezia, Francia, Germania, Regno Unito e Stati Uniti). Rihanna, accompagnata da fan e giornalisti, ha viaggiato su un Boeing 777.
Il Diamonds World Tour, invece, è il tour ufficiale dell'album Unapologetic. È partito l'8 marzo 2013 da Buffalo e prevede una prima parte negli Stati Uniti e Canada, una seconda in Europa (compresa una tappa marocchina) e un'ultima in Asia, Oceania e Sudafrica. Proprio quest'ultima sezione è divisa da quasi due mesi dal resto del tour: infatti l'ultima tappa europea, a Helsinki, avrà luogo il 28 luglio, mentre quella successiva, a Macao il 13 settembre. Durante la prima e la seconda parte del tour, Rihanna è arrivata varie volte in ritardo agli spettacoli, causando anche il malcontento del pubblico. La cantante ha però bissato un nuovo record, riempiendo vari stadi in buona parte dell'Europa. Il tour è stato complessivamente un successo: avendo infatti incassato oltre 140 milioni di dollari, è il quinto di maggiore incasso del 2013 secondo Billboard.

### Documentario
Il 18 settembre 2013 viene reso disponibile l'Half of Me Documentary, un documentario con le riprese di Phil Griffin, che mostra il Diamonds World Tour da un'altra prospettiva: da una parte gli spettacoli coi retroscena, spiegati dalla stessa Rihanna, dall'altra sono state prese le storie di alcuni dei suoi fan, che si ispirano a lei e la considerano come punto di riferimento. Il tutto racchiuso in 11 minuti. Il teaser del documentario è stato presentato pochi giorni prima della release ufficiale.

## Accoglienza
| Recensione           | Giudizio   |
| -------------------- | ---------- |
| AllMusic             |            |
| Billboard            | Favorevole |
| Entertainment Weekly | B+         |
| Idolator             | 4/5        |
| Los Angeles Times    | Misto      |
| NME                  | 7/10       |
| Rolling Stone        |            |
| Sentireascoltare     | 5/10       |
| The A.V. Club        | C+         |
| The Daily Telegraph  |            |
| The Guardian         |            |
| The Independent      |            |
| The New York Times   | Favorevole |
| The Times            |            |

Sul sito Metacritic, Unapologetic è stato valutato con un punteggio di 61 su 100 basato su 15 recensioni, finendo nella categoria delle "Recensioni per la maggiore favorevoli".
Jon Caramanica dal The New York Times ha identificato Unapologetic in uno dei migliori album di Rihanna insieme al suo "innovativo" Good Girl Gone Bad del 2007 e alla sua "apoteosi pop", Loud, del 2010. Ha dichiarato più in là che il disco "dà prova alla grande del suo talento".
Neil McCormick del quotidiano The Daily Telegraph ha scritto che nel disco "c'è un po' di tutto" ed è stato un po' dubbioso in merito alla concentrazione sull'"amore confuso" di Rihanna nella seconda metà dell'album e "la soap opera del pop poco edificante ma allo stesso tempo molto interessante". Alexis Petridis del quotidiano The Guardian ha definito le sonorità del disco "di gran lunga più interessanti" di quelle di Talk That Talk, e ha asserito che "c'è qui del materiale che vale la pena ascoltare, sempre che si sia capaci di sbrogliare la musica dalla vita privata dell'artista". La redattrice del sito AllMusic, Andy Kellman, è stata del parere che "l'unica vera via per goderselo nel suo aspetto più significativo è quella di non prenderlo troppo sul serio ma come puro passatempo" e l'ha definita "un'altra sana ventata alla musica pop di oggi". Randall Roberts dal Los Angeles Times ha scritto che "i testi commerciali avvelenano" il disco, "nonostante invece sul profilo musicale Rihanna si è evoluta in una delle dive del pop di prima linea".
James Reed dal The Boston Globe è dell'opinione che, con l'album, Rihanna "fa il dito medio a coloro che la criticano, specialmente a chi non approva che abbia perdonato Chris Brown".

## Tracce
I crediti sono adattati a quanto è indicato nel sito ufficiale di Rihanna, e non corrispondono a quelli indicati nel booklet dell'album.
1. Phresh Out the Runway – 3:42 (David Guetta, Giorgio Tuinfort, Terius Nash, Robyn Fenty)
2. Diamonds – 3:45 (Sia Furler, Benjamin Levin, Mikkel Eriksen, Tor Hermansen)
3. Numb (feat. Eminem) – 3:25 (Sam Dew, Robyn Fenty, Warren Felder, Ronald "Flip" Colson, Pop Wansel)
4. Pour It Up – 2:41 (Robyn Fenty, Michael Williams, Theron Thomas, Timothy Thomas)
5. Loveeeeeee Song (feat. Future) – 4:16 (Nayvadius Wilburn, Denisea "Blu June" Andrews, Robyn Fenty)
6. Jump – 4:24 (Kevin Cossum, M. B. Williams, Mikkel Eriksen, Tor Hermansen, Saul Milton, Will Kennard)
7. Right Now (feat. David Guetta) – 3:01 (Terius Nash, Robyn Fenty, David Guetta, Mikkel Eriksen, Tor Hermansen, Shaffer Smith, Giorgio Tuinfort, Nick Rotteveel)
8. What Now – 4:03 (Olivia Waithe, Robyn Fenty, Parker Ighile, Nathan Cassells)
9. Stay (feat. Mikky Ekko) – 4:00 (Mikky Ekko, Justin Parker, Elof Loelv)
10. Nobody's Business (feat. Chris Brown) – 3:36 (Terius Nash, Robyn Fenty, Carlos McKinney, Michael Jackson))
11. Love Without Tragedy/Mother Mary – 6:58 (Terius Nash, Robyn Fenty, Carlos McKinney)
12. Get it Over With – 3:31 (James Fauntleroy, Robyn Fenty, Brian Seals)
13. No Love Allowed – 4:09 (Sean "Elijah Blake" Fenton, Robyn Fenty, Alexander Izquierdo, Ernest Wilson, Steve Wyreman)
14. Lost in Paradise – 3:35 (Ester Dean, Robyn Fenty, Timothy McKenzie, Mikkel Eriksen, Tor Hermansen)

Tracce bonus nell'edizione deluxe
1. Half of Me – 3:12 (Emeli Sandé, Shahid Khan, Mikkel Eriksen, Tor Hermansen)
2. Diamonds (Dave Audé 100 Extended) – 5:03 (Sia Furler, Benjamin Levin, Mikkel Eriksen, Tor Hermansen)
3. Diamonds (Gregor Salto Downtempo Remix) – 4:29 (Sia Furler, Benjamin Levin, Mikkel Eriksen, Tor Hermansen)

DVD
1. First Look: 2012 Loud Tour Live at the O2 – 23:04

Note
- Phresh Out of the Runway è anche conosciuta come Fresh Off the Runway.[66]

## Successo commerciale

### Italia
Nella classifica italiana, Unapologetic debutta alla posizione numero 7, diventando immediatamente il più alto posizionamento di un album di Rihanna in Italia, superando Talk That Talk. Il disco riesce a resistere nella top 20 per otto settimane, più di qualunque altro album della popstar. In totale, Unapologetic è rimasto per 34 settimane nella classifica album italiane.

### Francia
In Francia, Unapologetic debutta al 3º posto con 37 342 copie, registrando la più alta vendita settimanale di un album della cantante superando Talk That Talk che aveva venduto 26 153 copie nel 2011. Con un decremento delle vendite del 45% (20 682 copie), l'album scende al settimo posto. Nonostante un incremento delle vendite del 7% (22 060 copie), l'album scende all'ottavo posto. Unapologetic ha venduto oltre 220 000 copie fisiche nel territorio francese.

### Regno Unito
Unapologetic ha debuttato alla 1ª posizione nella Official Albums Chart con una vendita pari a 99 357 copie. È la quarta numero uno di Rihanna nella classifica dopo Good Girl Gone Bad (2007), Loud (2010) e Talk That Talk (2011) e la terza consecutiva dopo Loud e Talk That Talk. La settimana seguente, l'album scende alla 3ª posizione con un decremento delle vendite del 32% (67 161 copie). Vendendo altre 60 721 copie (-10%), Unapologetic scende al sesto posto. L'album risulta essere il 10º più venduto nel corso del 2012, secondo i dati forniti dalla Official Charts Company, con un totale di 475 000 copie distribuite.

### Stati Uniti
Unapologetic è entrato direttamente alla 1ª posizione nella Billboard 200 con oltre 238 000 copie vendute; diventando il primo album della cantante ad arrivare in testa alla classifica statunitense ed il quarto ad avere raggiunto il podio dopo Good Girl Gone Bad (2º posto, 2007), Loud (3º posto, 2010) e Talk That Talk (3º posto, 2011). Nella seconda settimana di presenza, Unapologetic scende al sesto posto (72 000 copie, -70%). In un mese, l'album ha venduto oltre 420 000 copie in suolo statunitense. A tredici settimane dall'uscita, Unapologetic ha accumulato 721 000 copie. Dopo un mese, le vendite complessive dell'album si sono attestate a quota 806 700 copie.

## Classifiche

### Classifiche settimanali
| Classifica (2012-13) | Posizione massima |
| -------------------- | ----------------- |
| Australia            | 8                 |
| Austria              | 5                 |
| Belgio (Fiandre)     | 2                 |
| Belgio (Vallonia)    | 5                 |
| Canada               | 1                 |
| Danimarca            | 7                 |
| Finlandia            | 12                |
| Francia              | 3                 |
| Germania             | 3                 |
| Giappone             | 11                |
| Irlanda              | 1                 |
| Italia               | 7                 |
| Norvegia             | 1                 |
| Nuova Zelanda        | 5                 |
| Paesi Bassi          | 6                 |
| Polonia              | 4                 |
| Portogallo           | 11                |
| Regno Unito          | 1                 |
| Repubblica Ceca      | 12                |
| Spagna               | 9                 |
| Stati Uniti          | 1                 |
| Svezia               | 15                |
| Svizzera             | 1                 |
| Ungheria             | 15                |

### Classifiche di fine anno
| Classifica (2012) | Posizione |
| ----------------- | --------- |
| Australia         | 68        |
| Austria           | 73        |
| Belgio (Fiandre)  | 55        |
| Belgio (Vallonia) | 61        |
| Danimarca         | 43        |
| Francia           | 19        |
| Germania          | 33        |
| Irlanda           | 10        |
| Italia            | 63        |
| Paesi Bassi       | 56        |
| Regno Unito       | 10        |
| Svizzera          | 31        |
| Classifica (2012) | Posizione |
| Australia         | 52        |
| Belgio (Fiandre)  | 30        |
| Belgio (Vallonia) | 51        |
| Canada            | 7         |
| Francia           | 31        |
| Germania          | 81        |
| Italia            | 84        |
| Regno Unito       | 39        |
| Stati Uniti       | 10        |
| Svezia            | 63        |
| Svizzera          | 17        |
| Classifica (2016) | Posizione |
| Danimarca         | 91        |
| Classifica (2024) | Posizione |
| Portogallo        | 133       |

## Date di pubblicazione
| Nazione     | Data             | Formato          | Etichetta          |
| ----------- | ---------------- | ---------------- | ------------------ |
| Australia   | 19 novembre 2012 | Standard, Deluxe | Universal Music    |
| Francia     | 19 novembre 2012 | Standard, Deluxe | Universal Music    |
| Germania    | 19 novembre 2012 | Standard, Deluxe | Universal Music    |
| Regno Unito | 19 novembre 2012 | Standard, Deluxe | Mercury Records    |
| Stati Uniti | 19 novembre 2012 | Standard, Deluxe | Def Jam Recordings |
| Porto Rico  | 19 novembre 2012 | Standard, Deluxe | Def Jam Recordings |
| Italia      | 20 novembre 2012 | Standard, Deluxe | Universal Music    |
| Paesi Bassi | 20 novembre 2012 | Standard, Deluxe | Universal Music    |
| Polonia     | 20 novembre 2012 | Standard, Deluxe | Universal Music    |
| Svezia      | 21 novembre 2012 | Standard, Deluxe | Universal Music    |
| Giappone    | 21 novembre 2012 | Standard, Deluxe | Universal Music    |